# حوری قالاسی
حوری قالاسی مربوط به عصر آهن دو است و در شهرستان عجبشیر، روستای حوری واقع شده و این اثر در تاریخ ۱۱ مرداد ۱۳۸۴ با شمارهٔ ثبت ۱۲۴۴۶ به‌عنوان یکی از آثار ملی ایران به ثبت رسیده است.